# ASN Award for Distinguished Achievement in the Conceptual Unification of the Biological Sciences
Der ASN Award for Distinguished Achievement in the Conceptual Unification of the Biological Sciences (bis 2021 Sewall Wright Award) ist ein Preis der American Society of Naturalists. Er wird seit 1991 an einen etablierten, aber noch aktiven Wissenschaftler vergeben, der im Sinne der Zielsetzung der Gesellschaft die Einheit der Biologie vorantreibt. Er ist mit 1000 Dollar dotiert und war als Sewall Wright Award nach Sewall Wright benannt.

## Preisträger
- 1992 Russell Lande
- 1993 Joseph Felsenstein
- 1994 Richard C. Lewontin
- 1995 John Maynard Smith
- 1996 Robert T. Paine
- 1997 Douglas J. Futuyma
- 1998 William D. Hamilton
- 1999 Janis Antonovics
- 2000 Montgomery Slatkin
- 2001 Illkka A. Hanski
- 2002 Linda Partridge
- 2003 Mary Jane West-Eberhard
- 2004 Rudolf Raff
- 2005 Robert E. Ricklefs
- 2006 Brian Charlesworth
- 2007 Dolph Schluter
- 2008 Spencer Charles Hilton Barrett
- 2009 Michael J. Wade
- 2010 William R. Rice
- 2011 Robert D. Holt
- 2012 Richard E. Lenski
- 2013 Jeanne Altmann
- 2014 Mark Kirkpatrick
- 2015 Sarah Otto
- 2016 Mark D. Rausher
- 2017 Ruth Shaw
- 2018 John McNamara
- 2019 Jonathan B. Losos
- 2020 Sharon Strauss
- 2021 Susan Alberts
- 2022 Laurent Keller
- 2023 Judith L. Bronstein
- 2024 Anurag Agrawal
- 2025 Stuart West